# Championnat de Chypre de football 1956-1957
Navigation
Saison précédente Saison suivante
La saison 1956-1957 du Championnat de Chypre de football était la 20e édition officielle du championnat de première division à Chypre. Les neuf meilleurs clubs du pays se retrouvent au sein d'une poule unique, la Cypriot First Division, où ils s'affrontent deux fois, à domicile et à l'extérieur. Le dernier du classement en fin de saison est directement relégué en deuxième division.
L'Anorthosis Famagouste remporte le 2e titre de son histoire en terminant en tête du championnat, devant le Pezoporikos Larnaca et l'Omonia Nicosie. En fin de classement, c'est l'APOEL Nicosie, club le plus titré de l'île, qui termine à la dernière place et doit donc être relégué mais le club bénéficie de la décision de la fédération chypriote de faire passer le championnat de 9 à 10 clubs, ce qui entraîne l'annulation de la relégation.

## Les 9 clubs participants
| - APOEL Nicosie - AEL Limassol - Olympiakos Nicosie - Omonia Nicosie - Aris Limassol - Promu de D2 | - EPA Larnaca - Pezoporikos Larnaca - Anorthosis Famagouste - Nea Salamina |

## Compétition

### Classement
Le barème utilisé pour établir le classement est le suivant :
- Victoire : 2 points
- Match nul : 1 point
- Défaite : 0 point

| Rang | Équipe                | Pts | J  | G  | N | P | Bp | Bc | Diff |
| ---- | --------------------- | --- | -- | -- | - | - | -- | -- | ---- |
| 1    | Anorthosis Famagouste | 29  | 16 | 13 | 3 | 0 | 51 | 13 | +38  |
| 2    | Pezoporikos Larnaca   | 21  | 16 | 8  | 5 | 3 | 40 | 24 | +16  |
| 3    | Omonia Nicosie        | 21  | 16 | 8  | 5 | 3 | 34 | 27 | +7   |
| 4    | Aris Limassol P       | 15  | 16 | 6  | 3 | 7 | 30 | 29 | +1   |
| 5    | Nea Salamina          | 14  | 16 | 6  | 2 | 8 | 24 | 25 | -1   |
| 6    | AEL Limassol T        | 12  | 16 | 4  | 4 | 8 | 18 | 32 | -14  |
| 7    | Olympiakos Nicosie    | 12  | 16 | 5  | 2 | 9 | 24 | 50 | -26  |
| 8    | EPA Larnaca           | 10  | 16 | 2  | 6 | 8 | 27 | 37 | -10  |
| 9    | APOEL Nicosie         | 10  | 16 | 2  | 6 | 8 | 20 | 31 | -11  |

|  | Vainqueur du championnat de Chypre 1956-1957                                           |
|  | Relégation directe en deuxième division                                                |
|  | T : Tenant du titre C : Vainqueur de la Coupe de Chypre P : Promu de deuxième division |

## Bilan de la saison
| Championnat de Chypre de football 1956-1957 |                                  |
| Champion                                    | Anorthosis Famagouste (2e titre) |
| Coupes et trophées                          |                                  |
| Vainqueur de la Coupe de Chypre 1956-1957   | Non disputée                     |
| Promotions et relégations                   |                                  |
| Promus en Cypriot First Division            | Apollon Limassol                 |
| Relégués en Cypriot Second Division         | Aucun (passage de 9 à 10 clubs)  |